# 帝帝帝大王
帝帝帝大王是电子游戏系列星之卡比系列中的虚构角色，由樱井政博设计。帝帝帝于系列首作，1992年游戏《星之卡比》中，以头号敌人身份登场。他在系列大多数游戏，以及衍生动漫中登场。他还是任天堂明星大乱斗系列（《大亂鬥X》以後）游戏的可玩角色。系列中，帝帝帝大王和系列主人公卡比亦敌亦友。

## 评价
帝帝帝大王总体获积极评价。GamesRadar在“9个不坏的电子游戏‘坏蛋’”榜单中收录了帝帝帝，并称“他犯‘罪’只是因为，他知道梦魇已经感染了喷泉，并希望通过魔杖的力量，阻止其潜入国民的梦境中”。虽然帝帝帝“之前是粉红圆球的大敌”，但《Complex》称，他的名气最终被魅塔騎士超越。
2007年，IGN成功预测帝帝帝大王登场《任天堂明星大乱斗X》；该网站的理由是，帝帝帝大王“乃星之卡比系列经久的老反派”，且其创作者樱井政博亦为该游戏总监。UGO Networks评论称“它是一只挥舞着锤子、戴着手套的邪恶企鹅”，该角色很“酷”。该媒体的“电子游戏50大难缠头目战”榜单中，《星之卡比》之帝帝帝大王位居第七。
在动画版第55话被多刺怪兽附身，被变成一个好像仁德的人什么事都原谅，但该怪兽能力类似哆啦A梦道具的“算了棒”，只是将其的怒气暂时抑制，结果在一个party中被艾斯卡尔刺激就怒气爆满，变的非常凶恶。但因不慎滑倒而令怪兽离开。最后该怪兽被针刺卡比消灭。